# プスタサボルチ - ドゥナウーイヴァーロシュ - パクシュ線
プスタサボルチ - ドゥナウーイヴァーロシュ - パクシュ線（ハンガリー語;Pusztaszabolcs–Dunaújváros–Paks-vasútvonal）は、ハンガリー国鉄の鉄道線の名称である。路線番号42。列車が運行されているのはプスタサボルチ - メゼーファルヴァ間のみで、メゼーファルヴァ以南は休止されている。

## 運行形態
ドゥナウーイヴァーロシュで系統が分断されている。ドゥナウーイヴァーロシュ以南については43号線を参照。

### 特別快速(Z)
- Z42系統：　ブダペスト南駅 - プスタサボルチ - ドゥナウーイヴァーロシュ　【平日運行】
平日限定で、朝にブダペスト行が毎時1本とドゥナウーイヴァーロシュ行が一日1本、夕方にドゥナウーイヴァーロシュ行が毎時1本運行する。プスタサボルチ以北は40号線に直通する。
過去の運行形態
2022年度に運行を開始した。当初は快速(G42)として運行していたが、2022年6月に特別快速(Z42)に格上げされた。朝にブダペスト行が2本、午後にドゥナウーイヴァーロシュ行が5本のみ運行していた。北行はドゥナウーイヴァーロシュ外駅を含めて各駅停車であったが、南行は半数がプスタサボルチ - ドゥナウーイヴァーロシュ間ノンストップであった。
2024年度より、南行が朝に1本と夕方に毎時1本、北行が朝に毎時1本に増発された。クルチが停車、ドゥナウーイヴァーロシュ外駅が通過で統一され、アドニとラーツァルマーシュは南行が交互に停車、北行が全て停車となった。2024年4月より、アドニとラーツァルマーシュは北行も全て停車となった。

### 普通(S)
- S42系統：　ブダペスト南駅 - プスタサボルチ - ドゥナウーイヴァーロシュ
2時間に1本の運行。早朝のドゥナウーイヴァーロシュ行片道1本を除く全列車が40号線に直通する。半数強が各駅停車であるが、半数弱はプスタサボルチ - ドゥナウーイヴァーロシュ間ノンストップで運行される。
2023年度以前は、半数強がドゥナウーイヴァーロシュ外駅を含めて各駅停車であるが、半数弱はプスタサボルチ - ドゥナウーイヴァーロシュ間ノンストップでの運行であった。2024年度より、クルチが停車、ドゥナウーイヴァーロシュ外駅が通過で統一され、アドニとラーツァルマーシュは交互停車となった。2024年4月より、アドニとラーツァルマーシュも全て停車となった。

## 駅一覧
以下では、ハンガリー国鉄42号線の駅と営業キロ、停車列車、接続路線などを一覧表で示す。
- 種別
  - Z：特別快速
  - S：普通
- 停車駅
  - ■印：全列車停車
  - ●印：大部分停車、一部通過
  - ○印：大部分通過、一部停車
  - ｜印：全列車通過

| 路線名                       | 駅名                                    | 駅間営業キロ | 累計営業キロ | Z  | S  | 接続路線                                                                                  | 所在地         | 所在地                     |
| ---------------------------- | --------------------------------------- | ------------ | ------------ | -- | -- | ----------------------------------------------------------------------------------------- | -------------- | -------------------------- |
| 42                           | プスタサボルチ駅                        | -            | 0            | ■  | ■  | 40号線（ドンボーヴァール方面、ブダペスト方面） 44号線（セーケシュフェヘールヴァール方面） | フェイェール県 | ドゥナウーイヴァーロシュ郡 |
| 42                           | アドニ駅                                | 9            | 9            | ■  | ■  |                                                                                           | フェイェール県 | ドゥナウーイヴァーロシュ郡 |
| 42                           | クルチ駅                                | 8            | 17           | ■  | ■  |                                                                                           | フェイェール県 | ドゥナウーイヴァーロシュ郡 |
| 42                           | ラーツァルマーシュ駅                    | 3            | 20           | ■  | ■  |                                                                                           | フェイェール県 | ドゥナウーイヴァーロシュ郡 |
| 42                           | ドゥナウーイヴァーロシュ外駅(休止中 *1) |              | (25)         | ｜ | ｜ |                                                                                           | フェイェール県 | ドゥナウーイヴァーロシュ郡 |
| 42                           | ドゥナウーイヴァーロシュ駅              | 7            | 27           | ■  | ■  |                                                                                           | フェイェール県 | ドゥナウーイヴァーロシュ郡 |
| 42                           | ウーイヴェニム駅                        | 6            | 33           |    | ●  |                                                                                           | フェイェール県 | ドゥナウーイヴァーロシュ郡 |
| 42                           | メゼーファルヴァ駅                      | 6            | 39           |    | ■  | 43号線（シモントルニャ方面）                                                              | フェイェール県 | ドゥナウーイヴァーロシュ郡 |
|                              | メーネシュマヨル駅                      | 2            | 41           |    |    |                                                                                           | フェイェール県 | ドゥナウーイヴァーロシュ郡 |
| エレーサーラーシュ駅         | 7                                       | 48           |              |    |    |                                                                                           | フェイェール県 | ドゥナウーイヴァーロシュ郡 |
| ドゥナフェルドヴァール駅     | 8                                       | 56           |              |    |    | パクシュ郡                                                                                | フェイェール県 |                            |
| ベルチケ駅                   | 8                                       | 64           |              |    |    | パクシュ郡                                                                                | フェイェール県 |                            |
| ドゥナケムレード駅           | 8                                       | 72           |              |    |    | パクシュ郡                                                                                | フェイェール県 |                            |
| パクシュ・ドゥナパルト停留所 | 5                                       | 77           |              |    |    | パクシュ郡                                                                                | フェイェール県 |                            |
| パクシュ駅                   | 2                                       | 79           |              |    |    | パクシュ郡                                                                                | フェイェール県 |                            |

(*1): 2023年12月以降旅客列車が停車していない。